# Hyundai Ioniq 5
De Hyundai Ioniq 5 (door Hyundai gestileerd als IONIQ 5) is een elektrische crossover geproduceerd door Hyundai. Het is de productieversie van de in 2019 gepresenteerde Hyundai 45 Concept. De Ioniq 5 kwam op zijn beurt op de markt in 2021. De Ioniq 5 maakt gebruik van het Hyundai E-GMP platform. De Hyundai Ioniq 5 deelt zijn naam met de Ioniq die als hybride en elektrische auto op de markt kwam, maar is geen opvolger van die auto. Onderhuids deelt de Ioniq 5 veel componenten met de Kia EV6. 

## Design

#### Concept
De eerste onthulling van het design van de Hyundai Ioniq 5 kwam in 2019. Toen presenteerde Hyundai op de IAA een concept genaamd Hyundai 45. De '45' slaat op het 45-jarige bestaan van de Hyundai Pony in Europa, de eerste Hyundai in Europa. 

#### Exterieur
De Hyundai Ioniq 5 in productievorm werd in 2021 getoond en het uiteindelijke ontwerp komt van Ji Heon Lee. De productieversie volgt de nieuwe designtaal van Hyundai genaamd Sensuous Sportiness. De koplampen en achterlichten bestaan uit kleine LED-lampen die Hyundai een Parametric Pixel design noemt. 

#### Update in 2022
Hyundai kondigde vroeg in 2022 aan dat de Ioniq 5 voor het Amerikaanse modeljaar 2023 (deze start halverwege 2022) subtiel vernieuwd wordt voor de Europese en Amerikaanse markt. De belangrijkste optionele toevoeging is cameraspiegels: de buitenspiegels zijn camera's die beeld naar twee schermen in het interieur zenden. De eveneens optionele binnenspiegel laat het beeld zien van de camera boven de achterruit onder de spoiler. Ook groeide het batterijpakket van 72,6 kWh naar 77,4 kWh en worden smart frequency dampers toegepast bij de vering.

## Interieur
Het dashboard van de Hyundai Ioniq 5 bevat twee beeldschermen met een diameter van 12 inch die voor de bestuurder en in het midden geplaatst zijn. Het scherm in het midden is een aanraakscherm waar de navigatie, radio en media, voertuiginformatie en meer op getoond kan worden. In het interieur van de Hyundai Ioniq 5 staat duurzaamheid centraal en zijn vele onderdelen gemaakt van gerecyclede petflessen. De kofferbak is 527 liter groot of 1.587 liter met de achterbank neergeklapt. Ook is er een 57 liter (bij de 4WD uitvoering is dat 24 liter) grote opslagruimte onder de voorklep van de Ioniq 5 te vinden. De laadklep van de Hyundai Ioniq 5 kan twee kanten op werken dankzij het V2L Vehicle to Load-systeem. Daarmee kunnen elektrische apparaten gevoed worden met maximaal 16 Ampère stroom uit het accupakket.

## Varianten
De Hyundai Ioniq 5 werd in 2021 voorgesteld met de keuze uit drie motor- en accuvarianten. De basisversie is een 58 kWh groot accupakket waarmee de Ioniq 5 een WLTP-actieradius van 384 kilometer heeft. Deze versie is achterwielaangedreven en levert 127 kW. De middelste keuze is ook achterwielaangedreven met een grotere accu en meer vermogen. Het gaat dan om een 72,6 kWh groot accupakket met een actieradius van 481 kilometer en een vermogen van 157 kW. De topversie is nagenoeg hetzelfde als de middelste versie, maar dan met vierwielaandrijving. Dat levert een vermogen van 227 kW op, maar de actieradius daalt wel naar 460 kilometer. 

#### Update in 2022
Zoals eerder genoemd heeft Hyundai de Ioniq 5 in 2022 voor het 2023 model voorzien van een update. Het grootste accupakket groeide naar 77,4 kWh, gelijk met de onderhuids identieke Kia EV6. Hoe veel het rijbereik hierdoor groeit is nog niet bevestigd. Verder worden Smart Frequency Dampers (SFD) toegepast om het weggedrag te verbeteren en zijn digitale binnenspiegel (DCM) en/of buitenspiegels (DSM) als optie te kiezen.
Huidige modellen Nederland en België:
Bayon ·
i10 ·
i20 ·
i30 ·
Inster ·
Ioniq ·
Ioniq 5 ·
Ioniq 6 ·
Ioniq 9 ·
Kona ·
Kona Electric ·
Nexo ·
Santa Fe ·
Tucson
Overige modellen internationaal:
Accent ·
Grandeur ·
Genesis ·
Eon ·
Equus ·
Porter ·
Sonata ·
Veloster
Uit productie:
Atos ·
Coupe ·
Dynasty ·
Elantra ·
Excel ·
Getz ·
Genesis Coupe ·
i40 ·
ix20 ·
ix55 ·
Lantra ·
Matrix ·
Pony ·
Santamo ·
Scoupe ·
Stellar ·
Terracan ·
Trajet ·
Tucson ·
XG